# Британская энциклопедия (11-е издание)
Одиннадцатое издание «Британской энциклопедии» (англ. Encyclopædia Britannica Eleventh Edition) — одиннадцатое по счёту издание англоязычной универсальной энциклопедии «Британника», выпущенное в 29 томах в 1910—1911 годах. Оно было создано в период перехода места издания энциклопедии из Великобритании в США. Некоторые из его статей были написаны известными учёными своего времени.
Издание находится в общественном достоянии, хотя устаревший характер многих статей делает данный источник проблемным в плане актуальности для современной науки. Некоторые статьи тем не менее имеют особое значение и интерес для современной науки как «культурные артефакты» рубежа XIX—XX веков.

## Описание

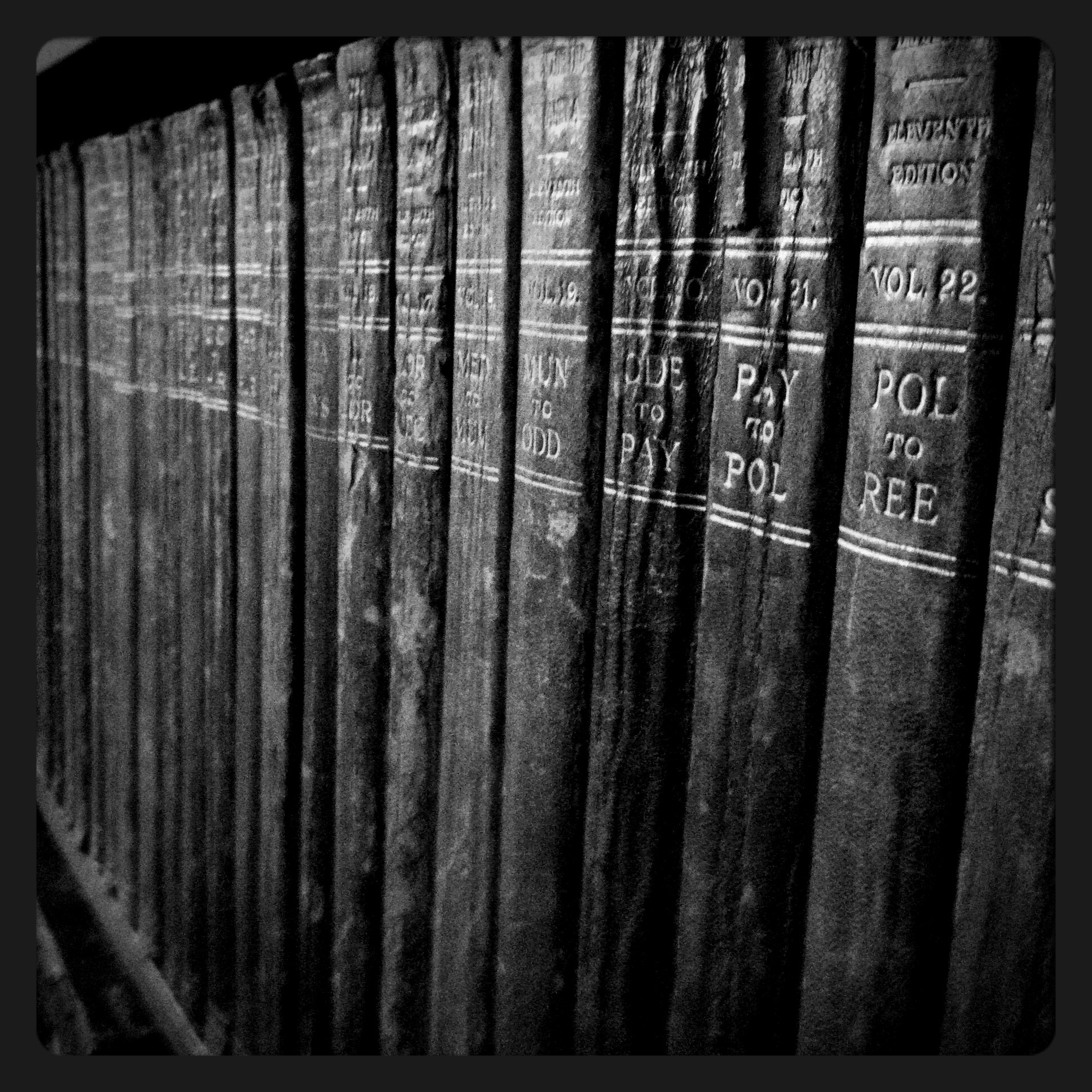
Тома одиннадцатого издания

Издание 1911 года выпускалось под руководством американского издателя Горация Эверетта Хупера. Хью Чисхолм, редактировавший предыдущее издание, был назначен главным редактором, его первым помощником был Вальтер Элисон Филлипс.
Первоначально Хупер приобрёл права на 25-томное девятое издание и убедил британскую газету «The Times» осуществить его перепечатку с одиннадцатью дополнительными томами (всего 35 томов) как десятое издание, которое было в итоге издано в 1902 году. Сотрудничество Хупера с «The Times» прекратилось в 1909 году, и он начал переговоры с издательством Кембриджского университета о публикации 29-томного одиннадцатого издания. Хотя оно традиционно воспринимается как британская энциклопедия, одиннадцатое издание имеет существенное американское влияние, выразившееся не только в увеличении числа статей на американскую и канадскую тематику, но и в усилиях, предпринимаемых для роста его популярности. Американские методы маркетинга также помогали продажам. Около 11 % авторов энциклопедии были американцами, а в Нью-Йорке был создан офис энциклопедии для улучшения управления процессом её создания.
Инициалы авторов энциклопедии имеют место в конце отдельных статей или в конце разделов длинных статей, расшифровка этих инициалов приводится в каждом томе. Некоторые статьи были написаны наиболее известными учёными своего времени, некоторые — теми, кто стал известными позже. Многие статьи тем не менее были перенесены из десятого издания без изменений или с незначительными изменениями, некоторые из длинных статей были для удобства читателей разделены на более мелкие, но некоторые были и существенно сокращены. Издание 1911 года стало первым изданием с большим (34 человека) участием женщин-авторов статей. Одиннадцатое издание выходило с изменением традиционного формата выпуска томов «Британники»: оно готовилось к публикации сразу целиком, в отличие от предыдущих изданий, в которых тома выходили по мере их постепенной подготовки. Печать готовилась с учётом возможности её постоянного обновления перед публикацией. Оно также было первым изданием «Британской энциклопедии», содержащим отдельный том-указатель, в котором также был указатель категорий статей по их темам. Одиннадцатое издание было первым, не включавшим по-настоящему огромные статьи. Даже несмотря на то, что общее количество слов было почти таким же, как и в предыдущих изданиях, число статей увеличилось с 17 000 до 40 000. Наконец, это было первое издание «Британники», включавшее биографии живых к моменту его публикации людей.
Процент содержания статей на те или иные темы выглядел в нём следующим образом:
| Тематика                         | Доля  |
| -------------------------------- | ----- |
| География                        | 29 %  |
| Теоретическая и прикладная наука | 17 %  |
| История                          | 17 %  |
| Литература                       | 11 %  |
| Изобразительное искусство        | 9 %   |
| Общественные науки               | 7 %   |
| Психология                       | 1,7 % |
| Философия                        | 0,8 % |

Хупер продал права на энциклопедию в 1920 году чикагской фирме Sears Roebuck, что завершило окончательное превращение «Британники» в американскую энциклопедию по месту издания.
В 1922 году были выпущены ещё три тома (также под редакцией Хью Чисхолма), охватывавшие события, произошедшие за последние годы, в том числе Первую мировую войну. Они, вместе с переизданным одиннадцатым изданием, составили двенадцатое издание «Британской энциклопедии». Аналогичным образом выглядело тринадцатое издание, представлявшее собой перепечатку двенадцатого с добавлением трёх новых томов, опубликованное в 1926 году.
Четырнадцатое издание, опубликованное в 1929 году, было значительно переработано, многие статьи подверглись сокращению или изменению, чтобы освободить место для новых тем. Тем не менее одиннадцатое издание становилось основой для каждого последующего издания Британской энциклопедии до 1974 года, когда было опубликовано совершенно новое пятнадцатое издание, основанное на современных на тот момент источниках.

## Критика

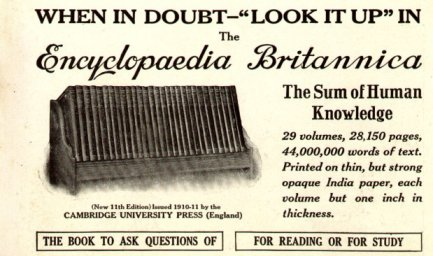
Реклама одиннадцатого издания (1913)

- В 1917 году американский литературный критик и писатель Уиллард Хантингтон Райт под псевдонимом С. С. ван Дайн опубликовал работу «Дезинформация нации», посвящённую критике неточностей и предубеждений в одиннадцатом издании энциклопедии, в которой написал, что для неё «характерны искажения, непростительные упущения, бешеные и патриотические предрассудки, личная враждебность, вопиющие фактические ошибки, схоластическое невежество, повальное пренебрежение к „небританской“ культуре, поразительный эгоизм, а также нескрываемое пренебрежение к американскому прогрессу»[8].
- В 1912 году математик Луи Карпинский подверг «Британскую энциклопедию» критике за множество неточностей в области истории математики; он утверждал, что ни одна из статей на данную тему в энциклопедии не была написана математиком[9].
- Эдвард Титченер, профессор Корнеллского университета, писал в 1912 году, что «новая „Британника“ не способна воспроизвести психологическую атмосферу своего времени и поколения… Несмотря на ореол власти и пристальное внимание сотрудников, основная масса вторичных статей по общей психологии… не адаптирована к требованиям интеллектуального читателя»[10].
- Английский писатель и священник Джозеф Маккейб в работе 1947 года «Ложь и заблуждения в Британской энциклопедии» писал, что начиная с одиннадцатого издания Британника подвергалась цензуре Римско-католической церкви[11].
- Критики также обвиняли энциклопедию в расизме и сексизме[12].

## Современное состояние
Издание 1911 года больше не охраняется авторским правом и свободно доступно для скачивания и чтения в Интернете:
| Том                        | Начальная статья                     | Конечная статья                |
| -------------------------- | ------------------------------------ | ------------------------------ |
| 1                          | A                                    | Androphagi                     |
| 2                          | Andros, Sir Edmund                   | Austria                        |
| 3                          | Austria, Lower                       | Bisectrix                      |
| 4                          | Bisharin                             | Calgary                        |
| 5                          | Calhoun, John Caldwell               | Chatelaine                     |
| 6                          | Châtelet                             | Constantine                    |
| 7                          | Constantine Pavlovich                | Demidov                        |
| 8                          | Demijohn                             | Edward the Black Prince        |
| 9                          | Edwardes, Sir Herbert Benjamin       | Evangelical Association        |
| 10                         | Evangelical Church Conference        | Francis Joseph I               |
| 11                         | Franciscans                          | Gibson, William Hamilton       |
| 12                         | Gichtel, Johann Georg                | Harmonium                      |
| 13                         | Harmony                              | Hurstmonceaux                  |
| 14                         | Husband                              | Italic                         |
| 15                         | Italy                                | Kyshtym                        |
| 16                         | L                                    | Lord Advocate                  |
| 17                         | Lord Chamberlain                     | Mecklenburg                    |
| 18                         | Medal                                | Mumps                          |
| 19                         | Mun, Adrien Albert Marie de          | Oddfellows, Order of           |
| 20                         | Ode                                  | Payment of members             |
| 21                         | Payn, James                          | Polka                          |
| 22                         | Poll                                 | Reeves, John Sims              |
| 23                         | Refectory                            | Sainte-Beuve, Charles Augustin |
| 24                         | Sainte-Claire Deville, Étienne Henri | Shuttle                        |
| 25                         | Shuválov, Peter Andreivich           | Subliminal self                |
| 26                         | Submarine mines                      | Tom-Tom                        |
| 27                         | Tonalite                             | Vesuvius                       |
| 28                         | Vetch                                | Zymotic diseases               |
| 29                         | Список статей                        | Перечень авторов               |
| Дополнительный том 1, 1922 | Abbe                                 | English History                |
| Дополнительный том 2, 1922 | English History                      | Oyama, Iwao                    |
| Дополнительный том 3, 1922 | Pacific Ocean Islands                | Zuloaga                        |
| Справочник читателя, 1913  |                                      |                                |